# Duncan Laurence
Duncan Laurence, pseudonimo di Duncan de Moor (Spijkenisse, 11 aprile 1994), è un cantautore olandese.
Ha rappresentato i Paesi Bassi all'Eurovision Song Contest 2019 col brano Arcade, con cui ha vinto la manifestazione con 498 punti.

## Biografia
Duncan de Moor si è fatto conoscere al grande pubblico partecipando alla quinta edizione di The Voice of Holland. Nelle blind audition, de Moor si è esibito con Sing di Ed Sheeran, passando l'audizione ed entrando a far parte del team di Ilse DeLange. Dopo aver superato i duelli accede ai live, dove riesce ad arrivare fino alle semifinali prima di essere eliminato.
Nel 2018 Duncan si è laureato alla Rock Academy di Tilburg, dove ha studiato per diventare cantautore e produttore musicale. Ha vissuto anche del tempo a Londra e Stoccolma per imparare a scrivere la sua musica. Insieme a Jihad Rahmouni, ha co-scritto il brano Closer, inserito nell'album New Chapter#1: The Chance of Love, del K-Pop duo TVXQ.
Il 21 gennaio 2019 è stato confermato che l'ente televisivo nazionale olandese AVROTROS l'ha selezionato internamente come rappresentante nazionale per l'Eurovision Song Contest 2019. Il brano con cui ha rappresentato i Paesi Bassi all'Eurovision Song Contest, Arcade, è stato pubblicato il 7 marzo 2019. Il brano ha vinto il contest con 498 punti, di cui 261 dal televoto e 237 dalle giurie. È risultato il secondo più votato dal pubblico ed il terzo preferito dai giurati. Ha vinto il televoto di Belgio e Romania ed è risultato il più popolare fra le giurie di Francia, Israele, Lettonia, Lituania, Portogallo e Svezia. I Paesi Bassi hanno così ottenuto il diritto di organizzare l'Eurovision Song Contest 2020 (che è stato successivamente cancellato a causa della pandemia di COVID-19). Dopo la vittoria, Duncan si è imbarcato in un tour in giro per l'Europa, il Duncan Laurence: EU Tour 2019.
Nel 2020 l'artista ha pubblicato l'EP Worlds on Fire e, successivamente, i singoli Someone Else, Yet e Last Night. Il suo album di debutto, Small Town Boy, stato pubblicato il successivo 13 novembre. Sempre nel 2020 ha collaborato con Armin van Buuren nel brano Feel Something. Il 27 novembre 2020 ha pubblicato una seconda versione di Arcade, questa volta in collaborazione con Fletcher. Due giorni dopo ha eseguito il suo successo eurovisivo insieme a Roksana Węgiel e Viki Gabor al Junior Eurovision Song Contest 2020. Inoltre, nello stesso periodo, Arcade riscopre popolarità su TikTok e ad aprile 2021 entra per la prima volta nella Billboard Hot 100 statunitense al numero 100, divenendo il primo brano vincitore della competizione ad irrompere nella classifica dal 1976. Coinvolto anche nell'organizzazione dell'Eurovision Song Contest 2021, riconfermato in Paesi Bassi, è premiato durante la prima semifinale per il miliardo di riproduzioni in streaming di Arcade, ma la successiva positività al COVID-19 lo ha costretto a saltare la finale dove oltre a esibirsi con due brani avrebbe premiato come tradizione il vincitore.

## Vita privata
Nel 2016 ha fatto coming out dichiarandosi bisessuale. In una conferenza stampa prima della finale dell'Eurovision Song Contest 2019 sul suo orientamento sessuale ha affermato: "Sono più di un semplice artista, sono una persona, sono un essere vivente, sono bisessuale, sono un musicista e sono pronto a mostrarmi per chi sono. E sono orgoglioso di avere la possibilità di mostrare ciò che sono, chi sono". Nell'agosto 2023 ha sposato il musicista statunitense Jordan Garfield.

## Discografia

### Album in studio
- 2020 – Small Town Boy

### EP
- 2020 – Worlds on Fire

### Singoli
- 2019 – Arcade
- 2019 – Love Don't Hate It
- 2020 – Someone Else
- 2020 – Yet
- 2020 – Last Night
- 2020 – Feel Something (con Armin van Buuren)
- 2021 – Stars
- 2021 – Heaven Is a Hand to Hold
- 2021 – Back to Back (con Wrabel)
- 2021 – Wishes Come True
- 2022 – Take My Breath Away
- 2022 – Electric Life
- 2022 – WDIA (Would Do It Again) (con Rosa Linn)
- 2022 – I Want It All
- 2023 – Skyboy
- 2023 – You'll Never Walk Alone

#### Come artista ospite
- 2017 – Laat gaan (Sjors van der Panne feat. Duncan Laurence)

## Tournée
- 2019 – Duncan Laurence: EU Tour 2019